# Ivan Vihor Krsnik Čohar
Ivan Vihor Krsnik Čohar (Rijeka, 22. siječnja 1997.) - hrvatski pijanist i šahist.

## Rani zivot
Ivan Vihor Krsnik Čohar rodio se u Rijeci, 22. siječnja 1997. godine. Zbog svojih izvanrednih pijanističkih sposobnosti, od 2009. godine, prozvan je čudom od djeteta. 
Počeo je svirati glasovir sa šest godina u klasi prof. Ane Dražul, u čijoj klasi je i maturirao 2013. godine s odličnim uspjehom u Glazbenoj školi Ivana Matetića Ronjgova u Rijeci. 

## Koncertna karijera
Studirao je na prestiznom Konzervatoriju Gaetano Donizetti u Bergamu u Italiji u klasi prof. Marca Giovanettija, gdje je 2016. diplomirao s najvišim ocjenama “cum laude”. Imao je više od pedeset koncerata i nastupa u prestižnim dvoranama u Italiji, Hrvatskoj, Francuskoj,Austriji i Sloveniji. Nagrađen je na brojnim domaćim i međunarodnim natjecanjima, a među ostalima ističu se: “Rotary Classic Italija”, "Festival glazbe u laguni" u Veneciji te “Premio Lino Barbisotti” 2016. godine. 
2017.godine establirao se kao vodeci mladi Hrvatski glazbenik, pobijedvsi Natjecanje mladih glazbenika "Papandopulo" te Medjunarodno natjecanje "Ferdo Livadic" u Samoboru, gdje je osvojio i nagradu Hrvatskog drustva skladatelja.
U svibnju 2015., snimio je svoj prvi CD s glazbom R. Schumanna, L. v. Beethovena i F. Liszta.

## Ostali interesi
Također igra šah, a trenutni je juniorski viceprvak Hrvatske i drži titulu FIDE majstora.